# Littenweiler
Littenweiler es un barrio en el este de Friburgo de Brisgovia en Baden-Wurtemberg, Alemania. Fue mencionado por vez primera en documentos de la abadía de Einsiedeln del siglo XI como Lutenwile.

## Enlaces
- Wikimedia Commons alberga una categoría multimedia sobre Littenweiler.
- Littenweiler: Galería de imágenes